# 2 Pułk Piechoty (austro-węgierski)

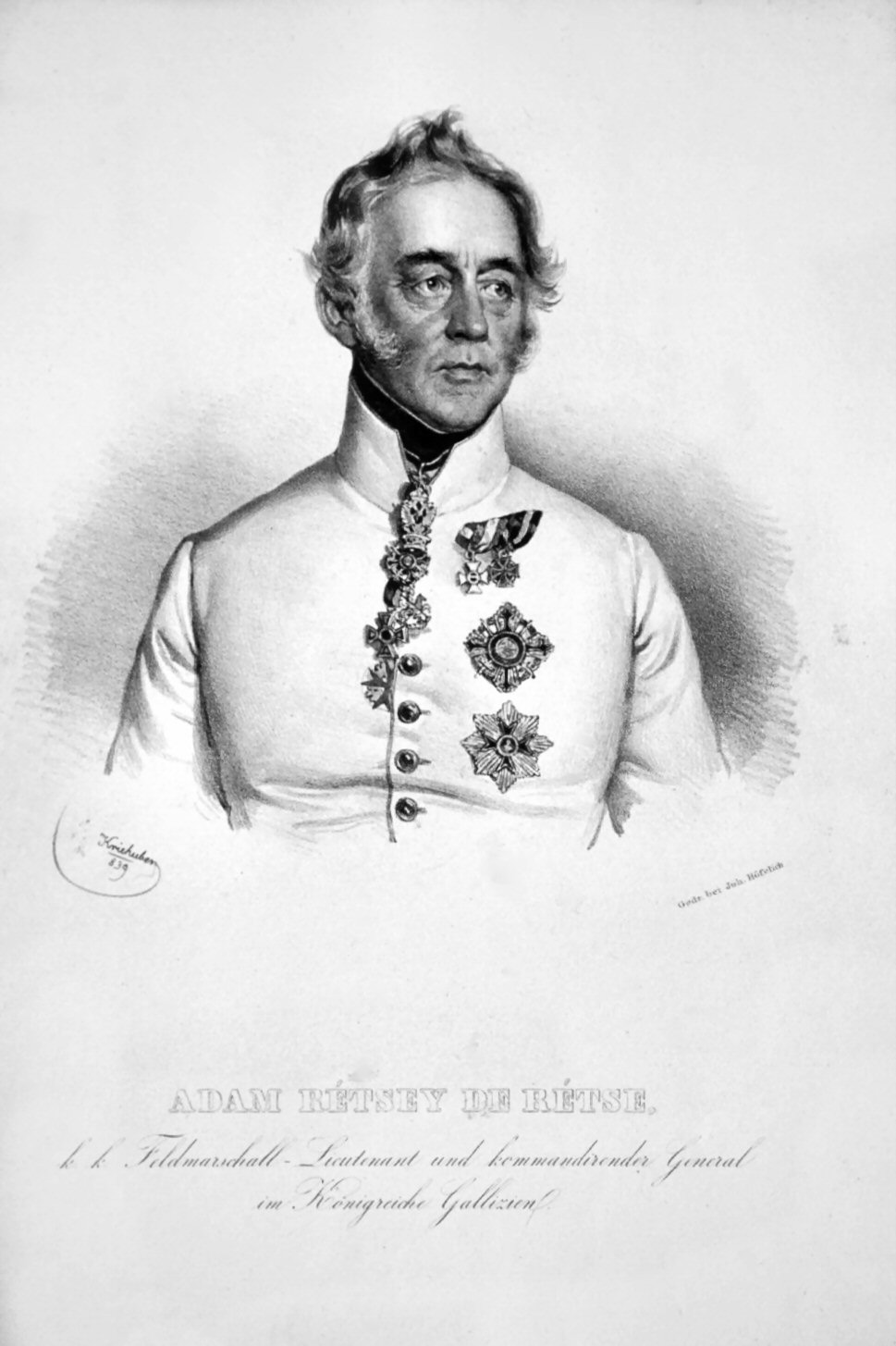
Szef pułku FZM Adam Rétsey von Rétse

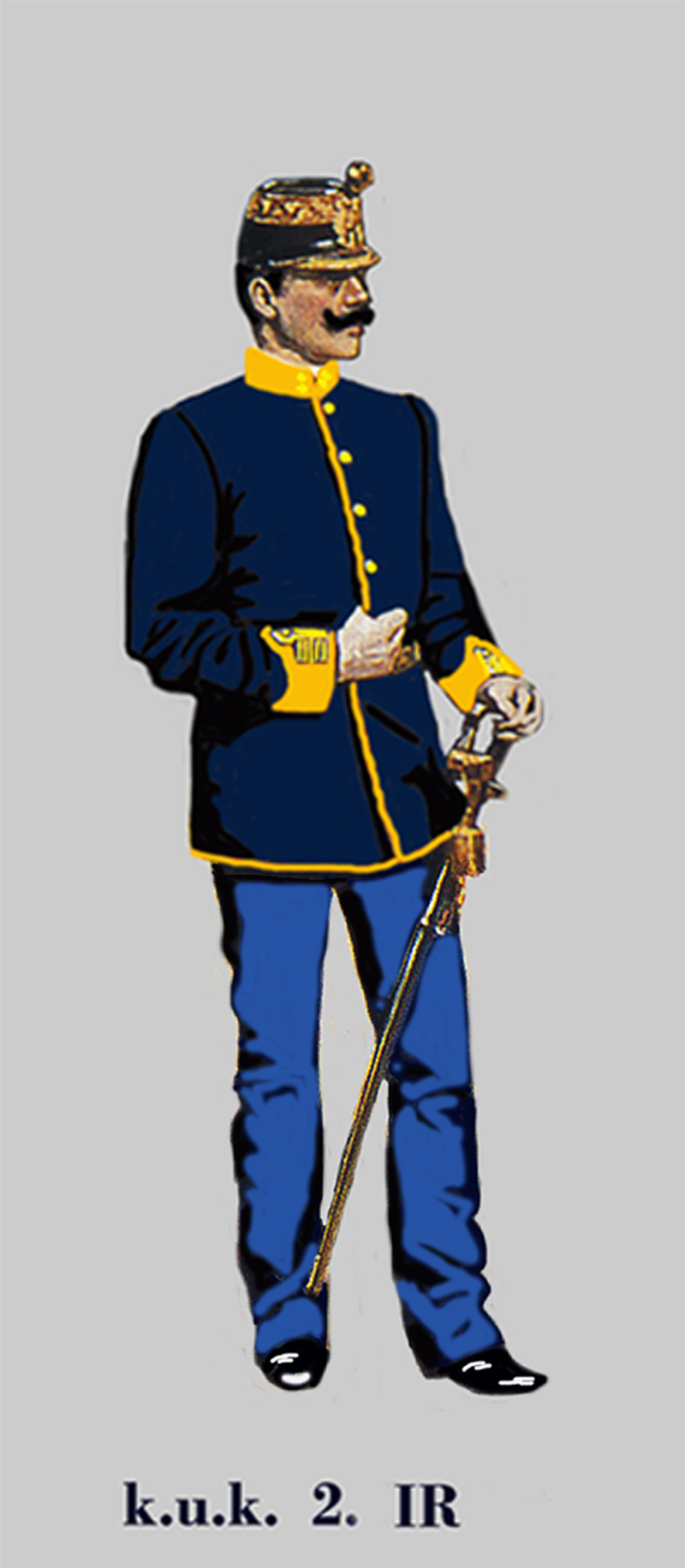
Porucznik IR. 2 w mundurze paradnym

Węgierski Pułk Piechoty Nr 2 (IR. 2) – pułk piechoty cesarskiej i królewskiej Armii. 

## Historia pułku
Pułk kontynuował tradycje pułku utworzonego w 1741 roku.
Okręg uzupełnień nr 2 Braszów (węg. Brassó) na terytorium 12 Korpusu.
Od 1825 roku pułk nosił imię cesarza Rosji Aleksandra I Romanowa.
Kolory pułkowe żółty (kaisergelb), guziki złote. 
Skład narodowościowy w 1914 roku 61% – Węgrzy, 27% – Rumunii.
W 1903 roku pułk stacjonował w Sybinie (węg. Nagyszeben) z wyjątkiem 3. batalionu, który załogował w Braszowie.
W 1914 roku pułk stacjonował w Braszowie z wyjątkiem 1. batalionu, który załogował w Sybinie. Pułk wchodził w skład 31 Brygady Piechoty należącej do 16 Dywizji Piechoty.

## Szefowie pułku
Kolejnymi szefami pułku byli:
- cesarz Rosji Aleksander I Romanow (1814 – †1 XII 1825),
- FML Franz von Koller (1825 – †22 VIII 1826),
- FZM Adam Rétsey von Rétse (1827 – †26 X 1852),
- FML Wilhelm Ferdinand Karl von Schirnding (1852 – †27 XII 1865),
- FML Anton von Ruckstuhl (1866 – †10 VII 1869),
- cesarz Rosji Aleksander II Romanow (1873 – †13 III 1881),
- cesarz Rosji Mikołaj II Romanow (od 1894)[1].

## Komendanci pułku
- płk Joseph von Radl (1826)
- płk Basilius Sekulich (1895)
- płk Felix Kemenović (1900)
- płk Michael Schandru (1903–1906)
- płk Lukas Snjaric (1906–1909)
- płk Theodor Stipek (1910–1911 → komendant 15 Brygady Piechoty)
- płk Gustav Bohn von Blumenstern (1913–1914[1])
- płk Rudolf Krenn (1914)